# チルソンサイダー
チルソンサイダー（朝: 칠성사이다、英: Chilsung Cider）は、韓国のロッテ七星飲料が販売している炭酸飲料。白い星が印刷された緑色ガラス瓶で広く知られている。カフェインや着色料は添加されていない。
日本では、ロッテ七星飲料の日本法人であるロッテ酒類ジャパンより輸入販売されている。

## チルソンサイダーの前身
日本統治時代の朝鮮では、金剛サイダー、京仁合同サイダーなどが、日系企業によって生産されていた。
1945年の解放直後から、ソウルサイダー（서울사이다）、三星サイダー（삼성사이다）、スターサイダー（스타사이다）などの韓国企業が、それぞれの製品を競争的に生産し始めた。

## 製造会社の改称
1950年にチルソンサイダーが発売された当時の社名は東方清涼飲料合名会社であったが、1967年に韓美食品工業、1973年に七星韓美飲料株式会社と改称し、1974年にロッテグループに買収されてロッテ七星飲料となった。

## 製品容量

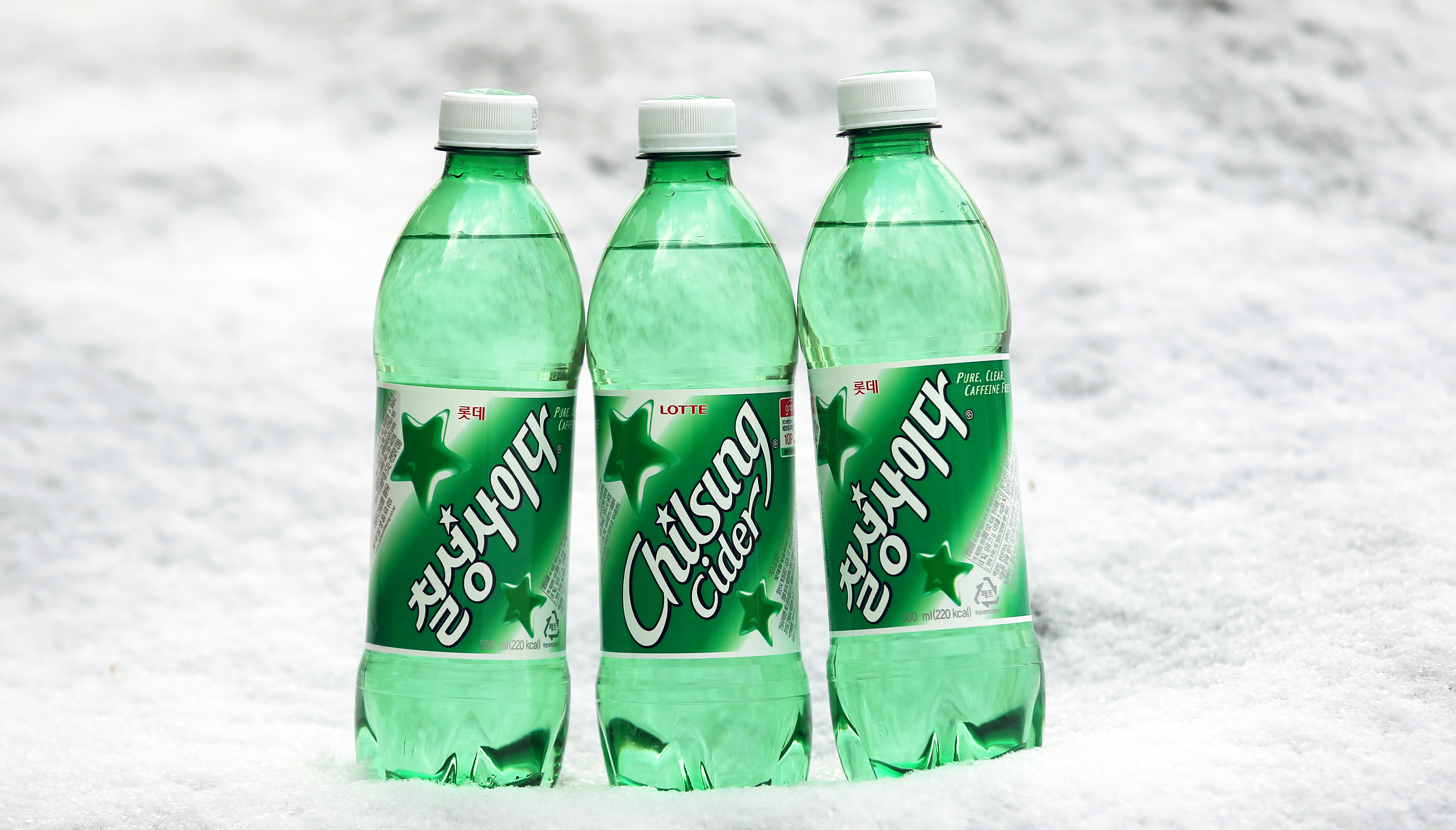
500ml ペットボトル

- 250ml 缶
- 330ml 缶
- 330ml 瓶
- 350ml ペットボトル
- 500ml ペットボトル
- 1L ペットボトル
- 1.5L ペットボトル